# Afoltern am Albis
Afoltern je glavni grad u oblasti Afoltern, koji se nalazi u kantonu Cirih u Švajcarskoj. Grad je juna 2008 brojao oko 10.500 stanovnika.

## Opšte informacije
| Opšte informacije | Opšte informacije |
| ----------------- | ----------------- |
| Površina          | 10.56 km2           |
| Stanovništvo      | Oko 10.500        |
| Poštanski broj    | 8910              |
| Pozivni tel. broj | 044               |
| Nadmorska vis.    | 494 m             |
| Skraćenica        | AF                |
| Internet stranica |                   |

| Politika      | Politika      |
| ------------- | ------------- |
| Gradonačelnik | Irena Enderli |

## Saobraćaj
Afoltern je kao glavni grad u području "Afoltern". U gradu postoji železničku stanica sa frekventnim vezama Cirih, kao i za Zug, i.e. svakih deset minuta. Voz S9 koji vozi od Zuga do Ustera. Voz S15 vozi od Afolterna do Rapersvila. Od stanice u Afolternu se polazi i 7 regionalna autobuskih linija koje povezuju okolna sela.

## Stanovništvo
| Stanovništvo po godinama | Stanovništvo po godinama |
| Godina                   | Stanovništvo             |
| ------------------------ | ------------------------ |
| 1736                     | 1060                     |
| 1850                     | 1855                     |
| 1910                     | 3084                     |
| 1941                     | 3053                     |
| 1970                     | 7363                     |
| 1990                     | 9461                     |
| 2005                     | 10133                    |

## Trgovi
Poznati trgovi u Afolternu:
- Trg "Kronen"
- Trg "Sternen"
- Trg "Bahnhof" (železnička stanica)

## Mediji
Novine
U Afolternu funkcionišu različiti mediji. Novine "Anzeiger", koji se dele dva put nedeljnom (utorkom i petkom).
Televizija
Televizija "Albis" postoji od 2005 godine.
Radio Stanica
Švajcarska Radio Stanica u gradu "Affoltern" nema. Mada ima srpski internet Radio "Fićko".